# アウゾーニア
アウゾーニア（伊: Ausonia）は、イタリア共和国ラツィオ州フロジノーネ県にある、人口約2,400人の基礎自治体（コムーネ）。

## 地理

### 位置・広がり

#### 隣接コムーネ
隣接するコムーネは以下の通り。括弧内のLTはラティーナ県所属を示す。
- カステルヌオーヴォ・パラーノ
- コレーノ・アウゾーニオ
- エスペーリア
- スピーニョ・サトゥルニア (LT)

### 気候分類・地震分類
アウゾーニアにおけるイタリアの気候分類 (it) および度日は、zona D, 1469 GGである。
また、イタリアの地震リスク階級 (it) では、zona 2B (sismicità media) に分類される。

## 行政

### 分離集落
アウゾーニアには、以下の分離集落（フラツィオーネ）がある。
- Madonna del Piano, Selvacava, Le Pastena